# Julius Elbau
Julius Elbau, ursprünglich Julius Mandelbaum (* 19. März 1881 in Stuttgart; † 26. Oktober 1965 in Croton-on-Hudson, New York, USA) war ein linksliberaler deutscher Journalist in Berlin. Wegen rassischer Verfolgung durch die Nationalsozialisten emigrierte er nach New York. Als Redaktionsleiter der Vossischen Zeitung im Berliner Ullstein-Verlag war er einer der wichtigsten Chefredakteure der Presse der Weimarer Republik.

## Leben

### Herkunft und Familie
Julius Elbau war deutscher Herkunft. Seine Eltern waren der Uhrmacher Falklein (genannt Ferdinand) Mandelbaum und Johannette (Jeannette) geborene Stern. Er hatte einen Bruder und zwei Schwestern. Den Namen Mandelbaum verkürzte er zu einem unbekannten Zeitpunkt mit amtlicher Genehmigung auf Elbau. Weil sein Geburtsname als typisch „jüdisch“ galt, wurde seine Änderung von den Nationalsozialisten später als Mimikry dargestellt, welche den jüdischen Einfluss in der Presse zu verschleiern versuchte.
Am 17. Juni 1907 heiratete er in Frankfurt am Main. Seine Ehefrau war Jenny (genannt Ida) Hattie Mandelbaum. Sie war gebürtige Amerikanerin (* 3. Juli 1879 in New York) und ebenfalls jüdischer Herkunft, Tochter des New Yorker Arztes Gerson Mandelbaum und der Frankfurterin Johanna geb. Sommborn.
Aus der Ehe gingen zwei Kinder hervor, Gertrud(e) Helen Elbau (* 5. Oktober 1909; † 6. Dezember 2010 in Pleasantville, Westchester County, New York) und Alfred Hans Elbau (* 12. Februar 1911; † 12. Januar 2006 in Falls Church, Virginia).
Julius und Jenny Elbau lebten von 1914 bis 1938 in Berlin. Während der nationalsozialistischen Diktatur und der Judenverfolgung orientierten sich die Elbaus auf die Emigration. 1936 reisten sie auf einem niederländischen Dampfer von Rotterdam nach New York. Jenny Elbau beantragte bereits kurz nach ihrer Ankunft im Oktober 1936 die Wiedereinbürgerung als US-Staatsangehörige. Zwar war sie nach US-Recht von Geburt an Amerikanerin gewesen, aber offenbar hatte sie ihre Staatsbürgerschaft zugunsten der deutschen aufgegeben. Beide reisten zunächst zurück nach Berlin, wo sie sich um ein US-Einreisevisum bemühten. Dies wurde durch Jennys Status als gebürtige Amerikanerin erleichtert. Im April 1938 reisten sie über Harwich und Liverpool nach New York. Nach Darstellung seiner Tochter Gertrud habe Julius Elbau noch 1938 gezögert, Deutschland zu verlassen, „denn er fühlte sich in erster Linie als Deutscher“ und nicht als Jude.
Die Elbaus lebten zunächst in Manhattan, später in Forest Hills im New Yorker Stadtteil Queens. Er lebte in den Sechziger Jahren bis zu seinem Tod im New Yorker Vorort Croton-On-Hudson, Westchester, New York. Im Juli 1944 beantragte Elbau die amerikanische Staatsangehörigkeit. Gleichwohl betonte er später, seine Verbundenheit mit dem „wahren Deutschland“ sei auch in den dunkelsten Jahren unerschüttert geblieben. Den erwachsenen Kindern Gertrud und Alfred Hans gelang mit ihren Familien ebenfalls die Auswanderung in die Vereinigten Staaten. Die Tochter lebte ebenfalls in New York, der Sohn in Washington.
Julius Elbau reiste nach dem Zweiten Weltkrieg zwei Mal nach Deutschland sowie nach Dänemark und Norwegen, wobei er mehrere Verlage und Redaktionen mit früheren Kollegen besuchte. Mehrere Zeitungen berichteten darüber.
Nach einer Operation starb er im Alter von 84 Jahren im Pflegeheim Sawmill River Nursing Home im ländlichen New Yorker Vorort Cronton-on-Hudson in Westchester County. Beerdigt wurde er auf dem jüdischen Friedhof Sharon Gardens, Teil des Kensico Cemetery, im Bronx River Valley in Hawthorne, Westchester County, New York.

### Journalist in Deutschland

#### Berufsstart in Heilbronn und Frankfurt am Main
Schon als Schüler verdiente sich Elbau Geld im Journalismus. Er entwickelte früh Interesse an Politik, Kultur und dem Schreiben. Als Gymnasiast arbeitete er regelmäßig für die Heilbronner Zeitung. Direkt nach dem Abitur, im Alter von 20 Jahren, wurde er 1901 Redakteur des Blattes im Verlag der Druckerei Carl-Wilhelm Fischer & Carl Wulle. Er hatte auch großes Interesse am Theater und schrieb Theaterkritiken, die er zunächst anonym einsandte.
Das Blatt stand der linksliberalen Demokratischen Volkspartei (DVP) nahe. Auf Empfehlung des DVP-Politikers Friedrich von Payer, der ein Freund des Verlegers Leopold Sonnemann und Aufsichtsratsmitglied der Frankfurter Zeitung war, wechselte er 1903 als Redakteur zur Lokalausgabe Stadt-Blatt der Frankfurter Zeitung; deren Mittagsausgabe Kleine Presse verantwortete er schließlich als Chefredakteur. Außerdem leitete er die Tiefdruck-Wochenzeitung Das Illustrierte Blatt, die ab 1913 erschien.
Die enge Bindung der Zeitungen an die Partei erklärt, warum er 1910 in Berlin Delegierter des Einigungsparteitages der Fortschrittlichen Volkspartei wurde, bei dem die Freisinnige Volkspartei, Freisinnige Vereinigung und DVP fusionierten. Elbau übernahm aber selbst keine weiteren Parteiämter, auch nicht später als Mitglied der Nachfolgeparteien Deutsche Demokratische Partei (1918–30) und Deutsche Staatspartei (1930–33).
Er blieb fast elf Jahre lang bei der Kleinen Presse und dem Verbund der Frankfurter Zeitung in Frankfurt, wo nicht nur sein Bruder lebte, sondern er ein dichtes Netzwerk liberaler Parteifreunde hatte.

1931 erinnerte der frühere FZ-Lokalchef und Kleine-Presse-Chefredakteur Paul Listowsky in einer Jubiläumsausgabe zur Gründung der Zeitung an Elbaus Jahrzehnt in Frankfurt. Er nannte ihn einen „Allround-Journalisten“:
[Der] Allround-Journalist Julius Elbau [...], der heute die Politik der Vossischen Zeitung leitet [,] brachte das Temperament der Jugend in unseren Kreis, seine schlagfertige Polemik gereichte der Kleinen Presse ebenso zum Vorteil und zur Zierde wie seine plastischen Schilderungen alles dessen, was vor seine Feder kam. Und ihr wurde nichts vorenthalten, „ihm blieb nichts erspart“, nicht der protokollarisch-kritische Stadtverordnetenversammlungsbericht (lang wie das Wort) und nicht die buntfarbige Festchronik, weder die Tages- noch die Nachtarbeit, weder das Leitwort entscheidungsschwerer Stunden noch die kleinen feinen ernsten und heiteren Glossen, an denen die Leser ihre helle Freude hatten.

#### Karriere bei Ullstein in Berlin
Zum 1. Juli 1914 stellte ihn der Berliner Ullstein-Verlag ein. Elbau wurde Redakteur der Wochenzeitung Berliner Illustrirte Zeitung (BIZ). Bei Kriegsausbruch wurde er verantwortlicher Redakteur der Kriegs-Echo Wochen-Chronik, die mit einer Auflage von zeitweise über 200.000 Stück ab August 1914 bis Dezember 1918 erschien. Er leitete parallel die Zeitschrift Die große Zeit – Illustrierte Kriegsgeschichte, die alle ein bis drei Wochen publiziert wurde, und betreute bei Ullstein Bücher, die mit diesem Material gespeist wurden.
Ab 1. Januar 1918 rückte er für den ausscheidenden Innenpolitik-Redakteur Richard May in die Redaktion der Vossischen Zeitung ein, die im selben Verlag erschien, und bearbeitete zunächst hauptsächlich den innenpolitischen Teil. Als der bisherige Ko-Chefredakteur Georg Bernhard nach dem Tod des Senior-Chefs Hermann Bachmann Alleinchefredakteur wurde, wurde Elbau im Herbst 1920 als Nachfolger von Alexander Redlich zu Bernhards Stellvertreter ernannt.
Im Sommer 1930 wurde er Bernhards Nachfolger. Er behielt die Position bis zu Beginn der nationalsozialistischen Diktatur.

#### Die Ära Elbau 1920–33 im Urteil von Zeitgenossen und Pressehistorikern
Georg Bernhard war einer der einflussreichsten, schillerndsten, aber auch kontroversesten journalistischen Persönlichkeiten der Weimarer Republik. Die beiden sehr unterschiedlichen Charaktere Bernhard und Elbau arbeiteten sehr eng zusammen. Elbau hielt Bernhard im Redaktionsmanagement den Rücken frei, damit dieser publizistisch und politisch wirken konnte; Bernhard war Reichstagsabgeordneter, Multifunktionär von Presseverbänden und im Verlag oft abwesend. Bernhard gab der Zeitung das Profil, aber gemacht wurde sie von Elbau. Bernhards zahlreiche Verpflichtungen und Aktivitäten belasteten seine Arbeitskraft, dass die journalistische Tagesarbeit zunehmend in die Hände Elbaus überging.
Seinem Redaktionskollegen Herbert Weichmann zufolge war bei der  Vossischen „der Geist über den Wassern Georg Bernhard, und schließlich eher bescheiden, aber immer charmant, ein bisschen spöttisch, ein bisschen skeptisch, aber irgendwie auch der ruhende Pol im Inventar der Persönlichkeiten: Julius Elbau“.
Altverleger Hermann Ullstein schrieb 1938, Elbau sei „im Grunde der wirkliche Chefredakteur [gewesen]“, weil Bernhard, der es dem Namen nach war, die Position rein politisch nutzte und Elbau die Gestaltung des Blattes überließ. Das eigentliche Redigieren des Blattes sei Elbaus Werk gewesen. Für Jahrzehnte sei Elbau der Mann gewesen, der der Vossischen Zeitung Inhalt und Form, Gesicht und Seele gegeben habe.

Dem Urteil des Pressehistorikers Bernd Sösemann zufolge war Elbau vor allem ein typischer „zweiter Mann“, der dem brillanten, einflussreichen und prominenten Chef die operative Redaktionsleitung abnahm und ihn im Tagesgeschäft entlastete. Er sei dabei blass geblieben und kaum über journalistische Fachkreise hinaus bekannt geworden; im Vergleich mit anderen Publizisten habe er weniger weitreichende politische und gesellschaftliche Beziehungen gepflegt, noch sei er als meinungsstarker, unabhängiger Kommentator gewürdigt worden. Elbau trat 
weder in den Zwanziger Jahren neben Bernhard hervor, noch konnte er sich nach dessen Ausscheiden im Sommer 1930 in den verbleibenden knapp drei Jahren bis zu seiner erzwungenen Entlassung im Kreis der über Berlin hinaus bekannten Journalisten profilieren. Julius Elbau zehrte von der Reputation, die Ullsteins Vossische Zeitung in erster Linie durch Georg Bernhard gewonnen hatte. [...] Mitarbeitern und Kennern der verlagsinternen Verhältnisse war aber schon unter der Ägide Georg Bernhards ersichtlich, wer die Hauptlast der Redaktion trug [...] Der ewige „zweite Mann“, der unkämpferische, zurückhaltende, nur selten temperamentvolle und nicht um Popularität bemühte Julius Elbau kümmerte sich täglich darum, wie die drei Ausgaben aufgemacht, zusammen- und fertiggestellt wurden. Georg Bernhard war zu stark außerhalb des Hauses gebunden, als dass er diesen Zustand in den beiden täglichen Redaktionssitzungen, in denen Julius Elbau fast zwangsläufig eine stärkere Rolle spielte, zu verändern gesucht hätte. Sein Stellvertreter hatte sich im Laufe seiner langjährigen Tätigkeit eine auch von den Brüdern Ullstein akzeptierte feste Position erworben.
Ähnlich skizzierte der Literaturwissenschaftler Hans-Albert Walter das Tandem. Elbaus Mitarbeiter und Kollegen hätten ihn vor allem wahrgenommen als „ruhender Pol in der Erscheinungen Flucht. Als Fels, an dem sich die Wogen des hektischen Zeitungsbetriebs brachen. Als Handwerker, der das Chaos unermüdlich in Ordnung verwandelte und tagtäglich dafür sorgte, dass das Blatt herauskam.“ In Walters Urteil war Elbau weder politischer Kopf und Stratege noch als Leitartikler führender Stilist.
Tatsächlich mangelte ihm das „elektrische Fluidum“ und das Stehvermögen. Auch war Elbau nicht so sehr eine selbständige Persönlichkeit als vielmehr ein „geborener Zweiter“. Er ähnelte den Bürovorstehern in großen Anwaltskanzleien, die nie Prozesse führen könnten und dennoch unentbehrlich sind, weil sie mit ihrem Sachverstand für den geregelten Geschäftsgang sorgen. Das ist ohne jeden Soupçon gesagt, denn es sind gerade diese Fähigkeiten, die Elbau zum exzellenten Partner des unruhig-umtriebigen Georg Bernhard machten. Bernhard bestimmte den Kurs, Elbau wachte darüber, dass er gehalten wurde. Von Bernhard kamen Ideen, Anregungen, Projekte, Elbau setzte sie in praktischer Kleinarbeit um. Einer war auf den anderen angewiesen [...]
Elbaus langjährige Erfahrung als Redaktionsmanager prägte allerdings eine ganze Generation von Journalisten, die sich später dankbar an ihren Mentor erinnerten. Dazu gehörten linksorientierte Journalisten wie Richard Lewinsohn oder Heinz Pol als auch konservative Publizisten wie Hans Zehrer (1899–1966), nach dem Krieg enger Vertrauter Axel Springers und Chefredakteur der Tageszeitung Die Welt, über die Zehrer sagte, „sie ist eine moderne alte Voss“. Was er gelernt habe, habe er von Elbau gelernt.

Der Filmkritiker Heinz Pol urteilte, Elbau habe das große Verdienst gehabt, „jahrelang eine Redaktion zusammengehalten zu haben, die fast nur aus Primadonnen bestand“, und diese standen entweder links oder rechts von ihm, dem „geborenen Mann der Mitte“. Er sei das Rückgrat der Redaktion gewesen: 
Er war stets in seinem Zimmer, er überprüfte und redigierte jeden politischen Artikel. Er überwachte alle Ressorts  mit unermüdlicher Aufmerksamkeit und Genauigkeit. Kurzum, ein idealer Redakteur und Journalist, und ein vortrefflicher Lehrmeister für zahllose jüngere Leute, die seine kritische Schärfe gelegentlich beklagten, aber hinterher zugeben mussten, dass sie unter seiner Leitung das Handwerk des Schreibens gründlich und sachgemäß gelernt hätten.

#### Reisen
Elbau unternahm mehrere Auslandsreisen und berichtete darüber. Nach einer Reise nach Paris schrieb er 1923 auch für Fachkreise über die französische Kommunalpolitik. Im April und Mai 1927 reiste er erstmals nach New York und Washington, wo er auch im Weißen Haus empfangen wurde, als die Reederei Hapag eine Delegation des Reichsverbands der deutschen Presse für die erste Transatlantikfahrt des großen neuen Dampfers New York, ein Schiff der Ballinklasse der Hamburg-Amerika-Linie, einlud. Von dieser Reise schrieb er mehrere Berichte für die Zeitung. Hapag-Chef Wilhelm Cuno, der frühere Reichskanzler, leitete die Delegation persönlich. Mit ihm fuhren Chefredakteure, Verleger und führende Publizisten wie Samuel Breslauer, Paul Bugdahn, Felix von Eckardt, Paul Baecker, Walther Funk, Paul Fechter, Hermann Diez, Waldemar Vollerthun, Erich Wiems, Heinrich Rippler, Hans-Erich Priester, Wilhelm Leda, Rolf Erdmann, Emil Faktor, Anton Hassmüller, Rudolf Michael, Hermann Orth und E.von Müller.

#### Fachpublizistik
Jenseits der Tageszeitungsarbeit trat Elbau selten als Publizist oder Schriftsteller hervor, und ausschließlich mit pressebezogenen Themen. In Deutsche Presse, dem Organ des Reichsverbands der deutschen Presse, kritisierte er 1925 scharf die „Verarmung und Uniformierung“, „Entgeistigung und Technisierung“ der Lokal- und Regionalpresse durch den Bezug von Berliner Nachrichtenagenturen, Korrespondenzbüros und Materndiensten (insbesondere des Hugenberg-Konzerns), die der Provinzpresse „den letzten Rest von Selbstständigkeit“ nähmen. So entstehe in ganz Deutschland eine Presse, die nicht vom örtlichen Interessenkreis, sondern vom Berliner Blick, von politischen Rivalitäten mit ihrer „verzerrten Projektion“ und vom Hauptstadtklatsch im Feuilleton geprägt sei. Er forderte die „Kollegen draußen im Land“ auf, ihre Zeitungen wieder mehr auf eigene Füße zu stellen, in ihrer Sprache zu schreiben und Nähe als Ausgangspunkt des Journalismus zu nutzen.
Im September 1930 veröffentlichte er für Ludwig Steins wiederbelebte Politik- und Kulturzeitschrift Nord und Süd den Aufsatz „Die deutsche Presse“. Er betonte den starken Wandel der Bedeutung der Nachkriegspresse in der Republik. Bis zur Revolution 1918 war die deutsche Zeitung jahrzehntelang „daran gewöhnt, dass ihre lautesten Trompeten die festgefügte Staats- und Gesellschaftsordnung unerschüttert ließen“, dann wurde sie „über Nacht zur Macht“ und „unter schwerste Verantwortung gestellt“.

#### Berufsverbot 1933–38
Für Elbaus Zeitgenossen und Berufskollegen Walter Kiaulehn und Hans Wallenberg war Elbau „ein deutscher Demokrat reinsten Wassers“. Das führte zwangsläufig in den Konflikt mit der Hitler-Diktatur. Nach der Regierungsübernahme der Nationalsozialisten geriet auch der Ullstein-Verlag, der einer jüdischen Familie gehörte, unter massiven Druck, seine jüdischen Führungskräfte und Redakteure rasch zu entlassen. Am 1. Juli 1933 wurde Elbau pensioniert. Elbaus Hoffnung, weiter Erfahrungen und Kenntnisse für den Verlag zu verwerten, zerschlug sich. Trotzdem blieb er bis zu seiner Auswanderung 1938 Gehaltsempfänger, da sich der Verlag ihm gegenüber „verpflichtet fühlte“. Da im Herbst 1933 das Schriftleitergesetz in Kraft trat, das für die Pflichtmitgliedschaft in der Reichspressekammer einen „Ariernachweis“ verlangte, unterlag Elbau einem Berufsverbot. Die Ullstein-Zahlungen stellten ihn wirtschaftlich besser als die meisten entlassenen jüdischen Journalisten: Er erhielt monatlich 650 Reichsmark.
Elbau zog sich aus der Öffentlichkeit zurück. Er arbeitete auch nicht regelmäßig für die jüdische Presse, die in den ersten Jahren der Diktatur noch erscheinen durfte. Stattdessen übersetzte und bearbeitete er den früh-zionistischen Roman Tancred, or the New Crusade des früheren britischen Premierministers Benjamin Disraeli. Elbau kürzte den weitschweifigen Stil des Romantikers und übertrug ihn in eine moderne deutsche Sprache. Das Buch erschien in jüdischen Verlagen in Berlin und Leipzig und wurde in Deutschland ausschließlich in der jüdischen Presse rezensiert.

#### Emigration und deutschsprachige Presse in New York 1939–62
Nach der Auswanderung in die USA suchte er nach einer Möglichkeit, sich in seinem Beruf zu betätigen. Dies gelang trotz seiner Erfahrung und Prominenz nicht. Er wandte sich 1939 mehrmals hilfesuchend an die Hilfsorganisation American Guild for German Cultural Freedom und betonte, er sei willens, in der Presse jede Art Aufgabe zu akzeptieren und zu versuchen. Die Guild konnte ihm keinen Arbeitsplatz vermitteln. Elbau empfand die Untätigkeit, soziale Isolierung und Trennung vom früheren aktiven Leben als sehr deprimierend.
Er arbeitete zeitweise als Übersetzer und Schriftsteller. Gegen Ende des Weltkriegs arbeitete er für das Council on Books in Wartime Inc., welches mit dem Office of War Information zusammenarbeitete.
Erst im Herbst 1947 begann er für die deutschsprachige Tageszeitung New Yorker Staats-Zeitung und Herold zu arbeiten, die noch in den Händen der Verlegerfamilie Ridder war. Er war nicht Teil der Nachrichtenredaktion, sondern schrieb vor allem politische und historische Aufsätze, Porträts und Rezensionen. Die Zeitung wurde 1953 an August Steuer und Erwin Single verkauft. Auch die neuen Eigentümer ermöglichten Elbau bis 1962 ein Weiterarbeiten als Kommentator, Sonntags-Leitartikler und als Kolumnist („Der Tag – Die Woche“, „Ausblick am Sonntag“, „Heute – Im Strom der Zeit“).  Single nannte Elbau gegenüber den Lesern einen „old pro“ (Profi), einen „Mann vom Bau“. Steuer nannte ihn einen „denkerischen Journalisten“ und „Meister“ mit „vorbildlicher Toleranz [...], die alle Bekenntnisse gleichermaßen respektiert“.
1961 stellten viele seiner früheren Mitarbeiter und Kollegen eine Festschrift zum 80. Geburtstag zusammen, die in kleiner Auflage bei Ullstein Berlin erschien. Es wurde von Altverleger Rudolf Ullstein herausgegeben, dem letzten noch lebenden der fünf Brüder, denen der Verlag gehört hatte. Beiträge schrieben Richard Lewinsohn, Hans Zehrer, Hans Meisel, Carl Misch, Sven von Müller, Mädie Oertzen-Hardenberg, Heinz Pol, Margot Munzer, Paula Stuck von Reznicek, Heinz Ullstein, Hans Wallenberg, Paul Weymar, Immanuel Birnbaum, Manfred George, Enrique Barth, Walter Kiaulehn, George Salmony und Fried Zimmermann.

## Nachlass
Das Leo Baeck Institute im Center for Jewish History in New York hat einen Teilnachlass Elbaus erhalten, mikroverfilmt und digitalisiert. Die Julius Elbau Collection (AR 4596) enthält eine kleine Sammlung von Briefen, Manuskripten, Dokumenten, einige Zeitungsartikel Elbaus und biografische Clippings.
Das Deutsche Exilarchiv in Frankfurt am Main bewahrt die Korrespondenz Elbaus mit der American Guild for German Cultural Freedom auf.

## Schriften (Auswahl)
- Die Uniform. Deutsche Presse 15. Jg., Nr. 40, 7. Oktober 1925, S. 1–4 in Leo Baeck Institute, Julius Elbau Collection II Newspaper Articles
- Kommunalpolitik in Paris: Die Stadt ohne Selbstverwaltung. Der Städtetag. Mitteilungen des Deutschen Städtetages. Sonderheft Kommunalpolitik und Presse, 22. Jg., Juni 1923, S. 57–64.
- Die deutsche Presse. Nord und Süd Monatsschrift für internationale Zusammenarbeit, hrsg. von Ludwig Stein, Jg. 53, Nr. 9, September 1930, S. 784–790 [Digitalisat Volltext HathiTrust]
- [Übersetzer] Benjamin Disraeli. Tancred oder Der neue Kreuzzug: Roman. Berlin und Leipzig: E. Loewe / Jüdische Buchvereinigung 1936 [Volltext Digitalisat DNB]
- Germany's New Constitution. Freedom & Union Journal of the World Republic 5. Jg., Nr. 3, März 1950, S. 28–31. in: Leo Baeck Institute Julius Elbau Collection II Newspaper Articles